# Университет Западной Венгрии
Университет Западной Венгрии (венг. Nyugat-magyarországi Egyetem, NYME), бывший Шопронский лесотехнический университет или Лесохозяйственный и лесопромышленный университет Шопрона (венг. Soproni Egyetem, SoE) — государственное высшее учебное заведение Венгрии, основанное в 1735 году в городе Шопрон на границе с Австрией. Сегодня корпуса университета располагаются также в Дьёре, Мошонмадьяроваре и Секешфехерваре.

## История
Предвестником Университета Западной Венгрии была «горная школа» (нем. Bergbauschule), основанная в 1735 году по указу императора Священной Римской империи Карла VI в Банска-Штьявнице (современная Словакия). На раннем этапе, лесное хозяйство, расположенное рядом с учебным заведением, было в его собственности. В 1760 году в список предметов, преподававшихся в горной школе были добавлены математики и химии, а само учебное заведение было повышено в статусе — стало Королевской горной академии.
После венгерской реформы школьного образования 1846 года учебное заведение стало называться «Академия горного и лесного хозяйства». В середине XIX века язык обучения в академии предполагалось изменить — с немецкого на венгерский. Данное мероприятие не было реализовано, поскольку многие студенты и преподаватели ориентировались на недавно основанный в Штирии Горный университет в Леобене (нем. Montanuniversität Leoben). В 1918 году, в связи с созданием нового государства Чехословакии и занятием чехословатскими войска здания учебного заведения, горная академия была перенесена в Шопрон. В 1921 году студенты академии сыграли активную роль в приложениях боевых столкновениях в Шопроне и окрестностей, в результате которых австрийские полицейские были вынуждены покинуть город и регион; в результате, на прошедшем за тем референдуме, Шопрон стал частью Венгрии (см. Западно-Венгерское восстание).
В 1934 году горная академия стала факультетом горного дела, металлургии и лесного хозяйства в недавно основанном в Будапеште Университете технологии и экономики.
После Второй мировой войны факультеты горного дела и металлургии были переведены в Мишкольц, где они стали ядром нового университета в городе — на новом месте была создана и кафедра машиностроения, которая сегодня также отсчитывает своё начало от основания горной школы в 1735 году.
Факультет лесного хозяйства снова оказался в Шопроне в 1952 году, но после неудачной венгерской революции 1956 года, многие преподаватели и студенты ВУЗа эмигрировали на Запад. В 1962 году лесохозяйственный факультет был воссоздан в новом Лесохозяйственном и лесопромышленном университете Шопрона, который — после интеграции с несколькими небольшими местными колледжами — был переименован в Университет Западной Венгрии в 1996—2000 годах.

## Факультеты
Университет Западной Венгрии делится на десять подразделений: Факультет лесного хозяйства, Факультет наук о дереве, Колледж геоинформатики, Факультет экономики и другие. В 2000 году в него были включены: Факультет педагогического образования (Дьёр), Педагогический факультет (Шопрон), Факультет сельского хозяйства и пищевой промышленности (Мошонмадьяровар). В 2008 году к ним был добавлен Колледж Сомбатхей, ставший новым кампусом университета. Сегодня в университете присутствуют также Факультет искусств, Факультет дизайна, музыки, образования и спорта и Факультет естественных наук.